# Schiedea helleri
Schiedea helleri är en nejlikväxtart som beskrevs av Earl Edward Sherff. Schiedea helleri ingår i släktet Schiedea och familjen nejlikväxter. Inga underarter finns listade i Catalogue of Life.